# Terence Longdon
Hubert Tuelly "Terence" Longdon, född 14 maj 1922 i Newark-on-Trent, Nottinghamshire, död 23 april 2011 i Oxford, Oxfordshire, var en brittisk skådespelare.

## Roller i urval
- 1955 – Herr Satan själv
- 1956 – Mannen som inte fanns
- 1956 – Sköna Helena av Troja
- 1958 – Den tysta fienden
- 1958 – Nu tar vi sergeanten
- 1959 – Ben-Hur
- 1959 – Nu tar vi polisen
- 1961 – Nu tar vi monstret
- 1961 – Tidernas agent
- 1968 – The Avengers (TV-serie)
- 1978 – De vilda gässen
- 1980 – Havets vargar
- 1981–1982 – Coronation Street (TV-serie)
- 1995 – Letters from the East